# Rick Cuttell
Rick Cuttell (eigentlich Richard Cuttell; * 14. Januar 1950 in London, Ontario) ist ein ehemaliger kanadischer Hoch- und Weitspringer.
Im Hochsprung wurde er bei den British Commonwealth Games 1970 in Edinburgh Fünfter und schied bei den Olympischen Spielen 1972 in München in der Qualifikation aus.
Bei den Panamerikanischen Spielen 1975 in Mexiko-Stadt gewann er Bronze im Hochsprung und wurde Siebter im Weitsprung.
Zweimal wurde er Kanadischer Meister im Weitsprung (1973, 1975) und einmal im Hochsprung (1975).

## Persönliche Bestleistungen
- Hochsprung: 2,21 m, 22. August 1975, Greater Sudbury
- Weitsprung: 7,66 m, 25. Mai 1973, Modesto